# Dänische Badmintonnationalmannschaft
Die dänische Badmintonnationalmannschaft ist das Nationalteam des Staates Dänemark im Badminton. Die Mannschaft tritt als reines Männerteam (Thomas Cup), reines Frauen-Team (Uber Cup) oder als gemischte Mannschaft auf.

## Teilnahme an Welt- und Kontinentalmeisterschaften
| Thomas Cup - Thomas Cup 1949 – Finalist - Thomas Cup 1955 – Finalist - Thomas Cup 1964 – Finalist - Thomas Cup 1973 – Finalist - Thomas Cup 1979 – Finalist - Thomas Cup 1986 – 4. - Thomas Cup 1988 – 4. - Thomas Cup 1990 – Halbfinalist - Thomas Cup 1996 – Finalist - Thomas Cup 1998 – Halbfinalist - Thomas Cup 2000 – Halbfinalist - Thomas Cup 2002 – Halbfinalist - Thomas Cup 2004 – Finalist - Thomas Cup 2006 – Finalist - Thomas Cup 2008 – Viertelfinalist | Uber Cup - Uber Cup 1957 – Finalist - Uber Cup 1960 – Finalist - Uber Cup 1984 – 4. - Uber Cup 1996 – Halbfinalist - Uber Cup 1998 – Halbfinalist - Uber Cup 2000 – Finalist - Uber Cup 2004 – Halbfinalist - Uber Cup 2008 – Viertelfinalist | Sudirman Cup - Sudirman Cup 1989 – Halbfinalist - Sudirman Cup 1991 – Halbfinalist - Sudirman Cup 1993 – Halbfinalist - Sudirman Cup 1995 – Halbfinalist - Sudirman Cup 1997 – Halbfinalist - Sudirman Cup 1999 – Finalist - Sudirman Cup 2001 – Halbfinalist - Sudirman Cup 2003 – Halbfinalist - Sudirman Cup 2005 – Halbfinalist - Sudirman Cup 2007 – 5. |